# Lionel-Groulx (métro de Montréal)
Pour les articles homonymes, voir Lionel Groulx (homonymie).
Lionel-Groulx est une station de correspondances entre la ligne verte et la ligne orange du métro de Montréal. Elle est située au croisement de l'avenue Lionel-Groulx avec l'avenue Atwater dans le quartier Saint-Henri dans l’arrondissement Le Sud-Ouest à Montréal, province de Québec au Canada.
Mise en service en 1978, elle est conçue dès son origine comme une station de correspondance, ce qu'elle devient effectivement en 1980. Cette planification lui permet d'avoir un agencement sur deux niveaux permettant des transferts s'effectuant principalement sans avoir à prendre des escaliers ce qui en fait la station la plus adaptée à cette fonction de correspondance parmi les quatre station ayant cette fonction sur le réseau.
Dans le cadre de l'Art du métro de Montréal elle dispose sur sa mezzanine de deux œuvres : L'Arbre de vie » de Joseph Rifesser et « Murales » de Yves Roy.

## Situation sur le réseau

Plan du métro (2021).

Établie en souterrain, Lionel-Groulx est une station de correspondance des lignes entre la verte et la orange du métro de Montréal, dans laquelle elle dispose de deux sous-stations :
La station dispose d'une organisation spécifique à sa fonction de correspondance, elle est organisée avec deux stations superposées comportant chacune un quai central encadré par une voie de la ligne verte et une voie de la ligne orange pour faciliter le transfert des voyageurs d'une rame à l'autre. Cela signifie que par ligne, les deux voies sont situées l'une au-dessus de l'autre.
Lionel-Groulx Verte est une station de passage de la ligne verte du métro de Montréal. Elle est située entre la station Charlevoix, en direction du terminus sud Angrignon, et la station Atwater, en direction du terminus nord Honoré-Beaugrand. Ses deux voies sont superposées.
Lionel-Groulx Orange est une station de passage de la ligne orange du métro de Montréal. Elle est située entre la station Place-Saint-Henri, en direction du terminus Côte-Vertu, et la station Georges-Vanier, en direction du terminus Montmorency. Ses deux voies sont superposées.

## Histoire
La station Lionel-Groulx est mise en service le 3 septembre 1978, lors de l'ouverture à l'exploitation du prolongement de la ligne verte de Atwater au nouveau terminus de Angrignon. Elle est nommée en référence à l'avenue éponyme située à proximité de son édicule d'accès. Celle-ci a été nommée en l'honneur du chanoine Lionel Groulx, historien influent du Canada francophone. Due à l'architecte Yves Roy, elle est planifiée dès l'origine en station de correspondance sur deux niveaux avec sur chaque un quai central encadré par une voie de chaque ligne, ce qui en fait la station ou la majorité des transferts pour une correspondance sont les plus courts, sur le même quai, du réseau.
Elle commence son fonctionnement de station de correspondance le 28 avril 1980, lors de l'ouverture à l'exploitation des voies de la ligne orange, incluse dans le prolongement de cette ligne de Bonaventure à Place-Saint-Henri.
En 2020, une pétition mise en ligne sur Change.org demande de renommer la station en hommage au musicien jazz Oscar Peterson. Selon l'auteur, le nouveau nom permettrait à la ville de souligner l'héritage d'une personnalité locale s'étant illustré à l'international et nouer un lien avec la communauté noire puisque la station est à la limite des quartiers Saint-Henri et Petite-Bourgogne où est né Peterson. La ville de Montréal a toutefois rejeté cette proposition.
Depuis juillet 2020, la Société de transport de Montréal entame un projet des travaux pour construire un nouveau bâtiment qui abritera un poste de district, remplacer la membrane d'étanchéité qui recouvre le toit souterrain de la station, rénover des escaliers fixes et du poste de redressement. Ces travaux ont nécessité la fermeture de l'avenue Greene et la relocalisation des arrêts de bus. La membrane d'étanchéité a été remplacée en novembre 2020, et les escaliers fixes ont été rénovés en avril 2022. Les réfections du poste de district et du poste de redressement se poursuivent jusqu'en novembre 2023 et février 2023.
Le service de navette entre la station et le CUSM est aboli le 23 août 2021 après que la station Vendôme est devenue accessible aux personnes à mobilité réduite.

## Services aux voyageurs

### Accès et accueil
La station dispose d'un unique édicule d'accès, situé 620, avenue Atwater. 
Cet édicule comporte plusieurs sorties vers la Rue Atwater. Une station de BIXI, un système de vélo en libre-service se trouve à la sortie de l'édicule.
Équipées d'ascenseurs, les deux quais, supérieur et inférieur, et donc toutes les rames des lignes verte et orange sont accessibles aux personnes à la mobilité réduite, malgré tout, il faut en emprunter un autre pour rejoindre le niveau rue.

Installations
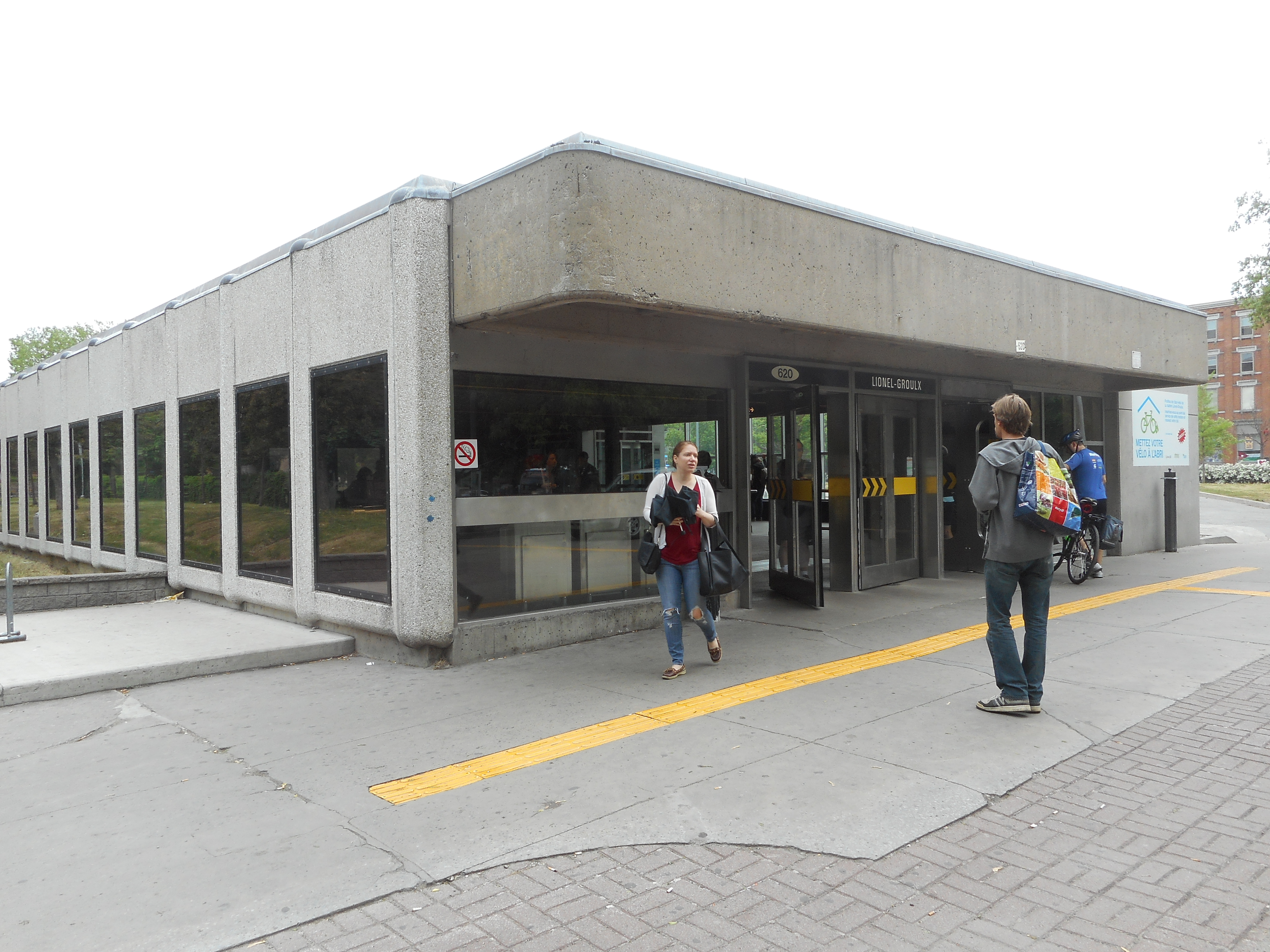
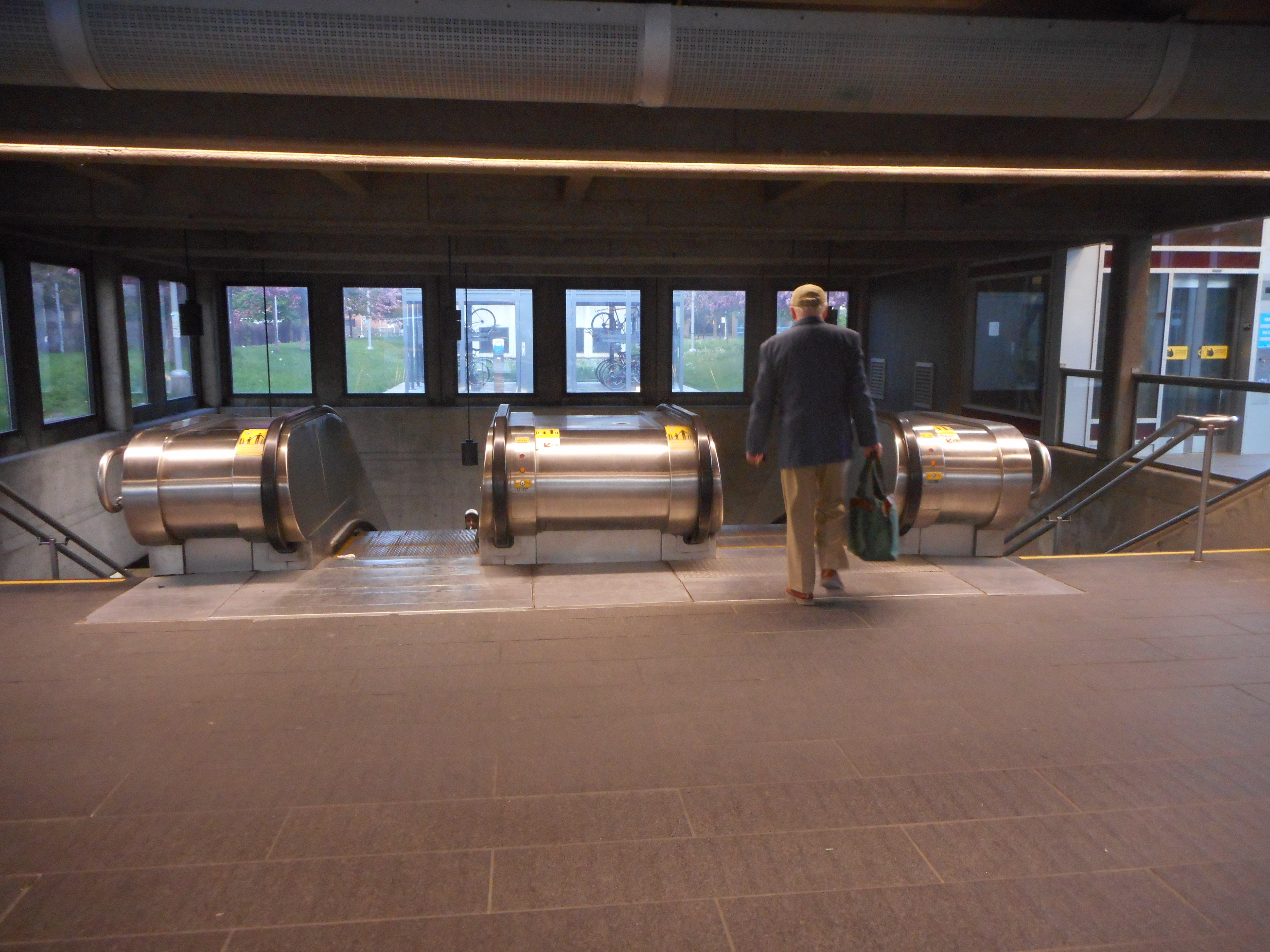
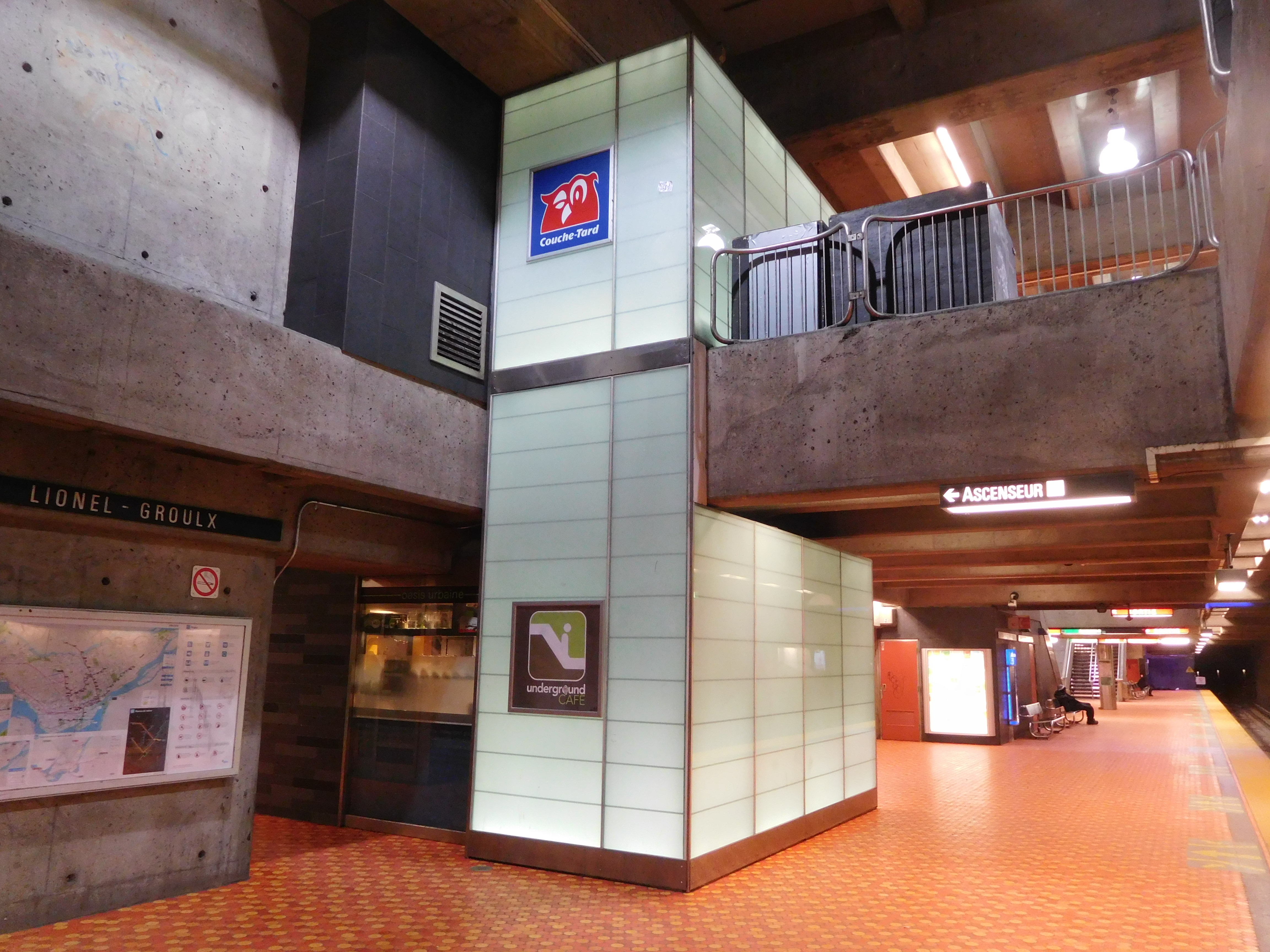

### Desserte
L'organisation de la station est spécifique à sa fonction programmée dès sa conception de station de correspondance. L'objectif de faciliter les transferts pour les voyageurs la station du niveau supérieur dispose des circulations allant vers le centre-ville des deux lignes et le niveau inférieur les circulations allant vers la banlieue des deux lignes.

Installations
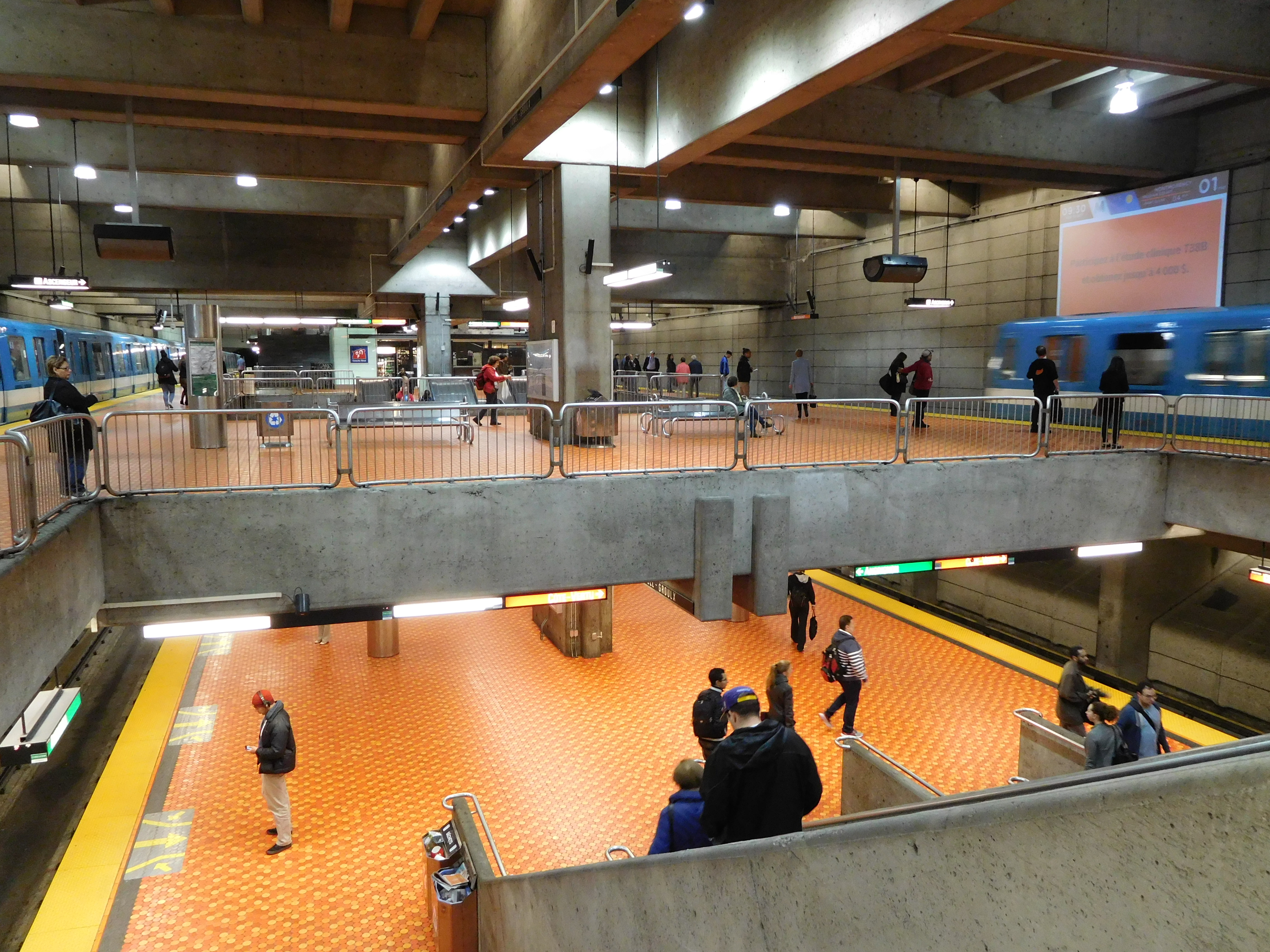
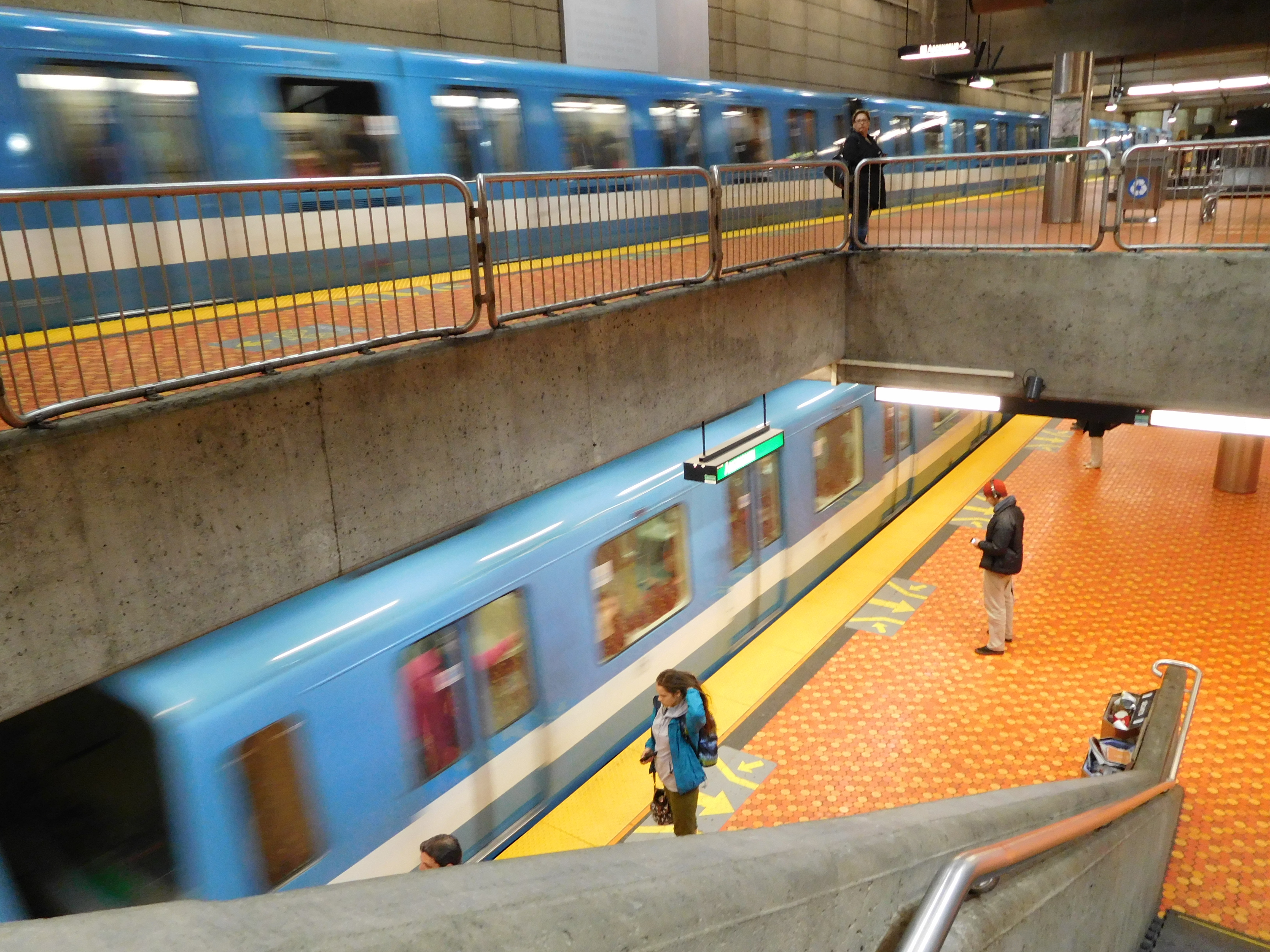

#### Lionel-Groulx niveau supérieur
Elle est desservie : d'un côté du quai central, par les rames qui circulent sur la voie de ligne verte du métro de Montréal en direction de Honoré-Beaugrand, le premier passage a lieu tous les jours à 05 h 40 et le dernier passage a lieu en semaine et le dimanche à 00 h 45 et le samedi à 01 h 15 ; de l'autre côté du quai central, par les rames qui circulent sur la voie de ligne orange du métro de Montréal en direction de Montmorency, le premier passage a lieu tous les jours à 05 h 45 et le dernier passage a lieu en semaine et le dimanche à 01 h 06 et le samedi à 01 h 36. Les fréquences de passage sont de 3 à 12 minutes suivant les périodes quelle que soit la ligne,.

Installations et desserte
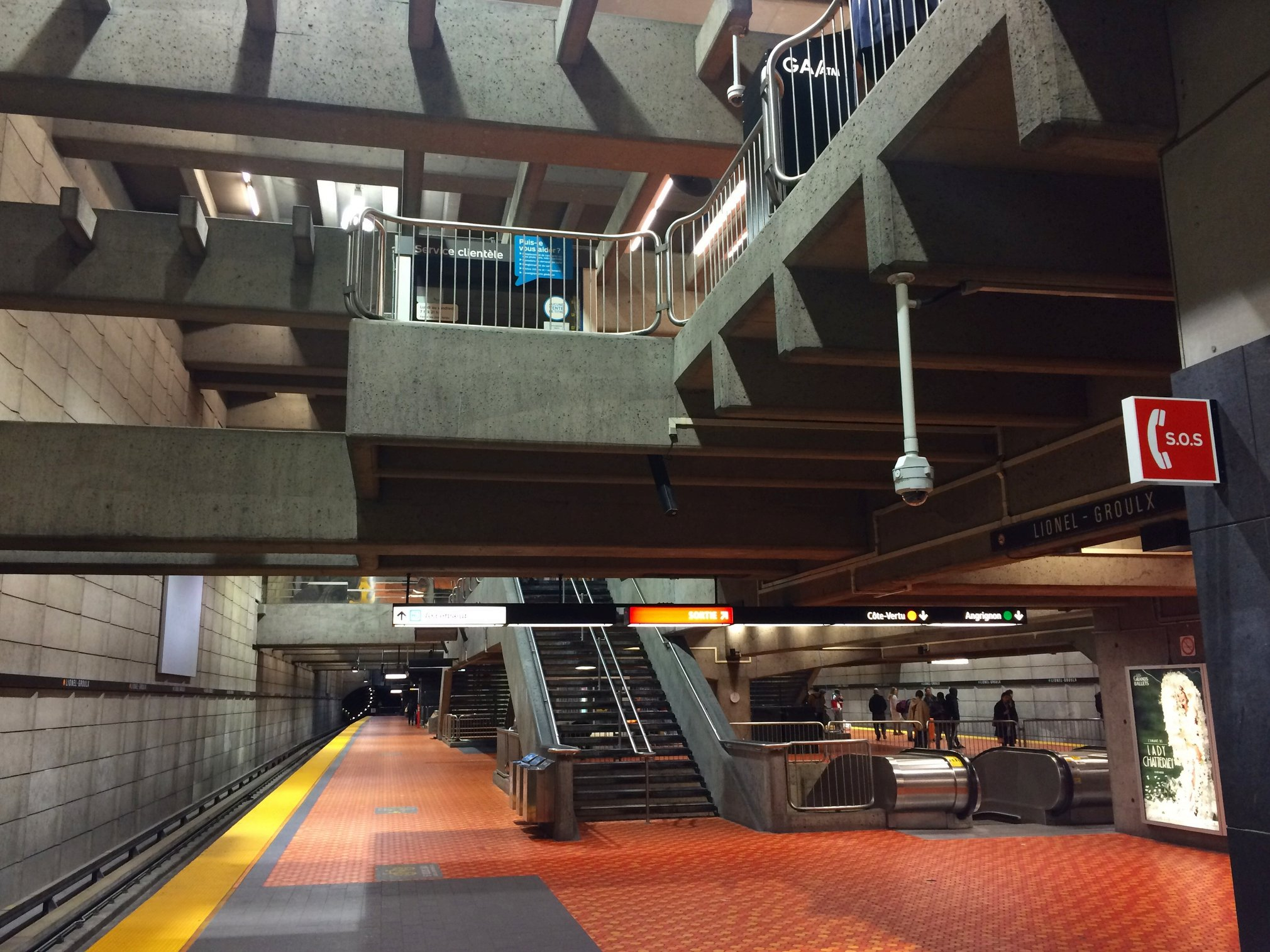
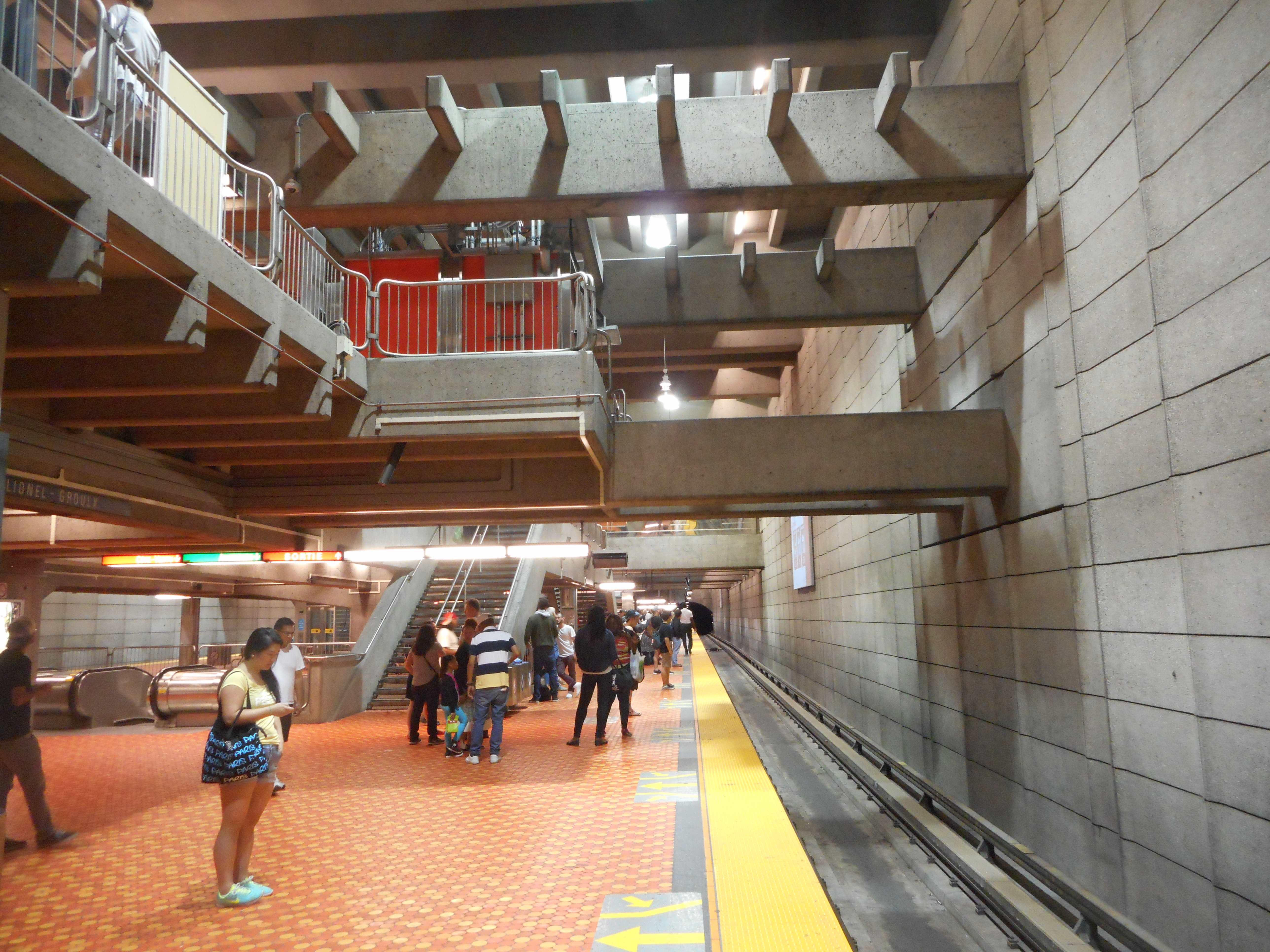
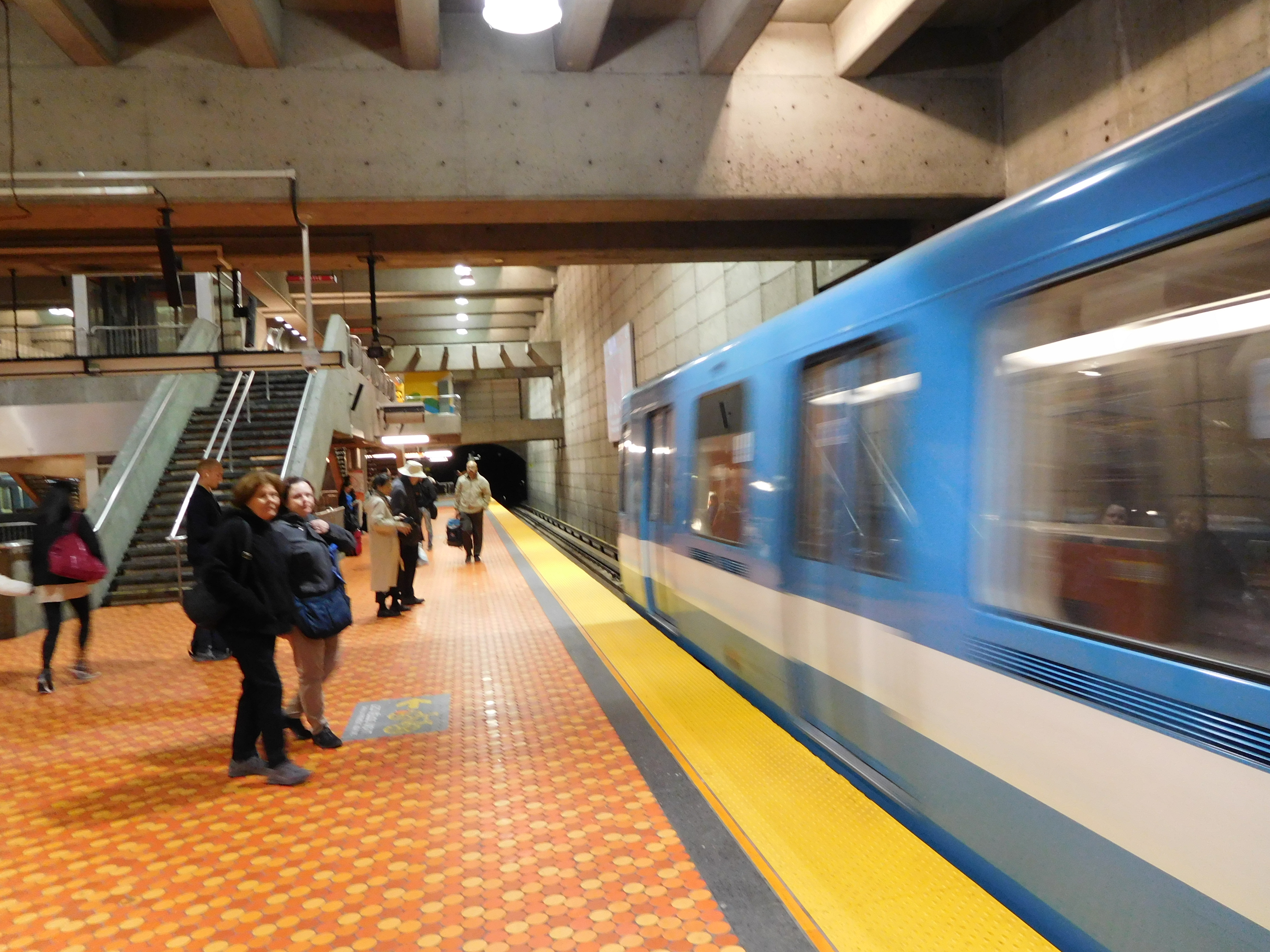

#### Lionel-Groulx niveau inférieur
Elle est desservie : d'un côté du quai central, par les rames qui circulent sur la voie de la ligne verte du métro de Montréal en direction de Angrignon, le premier passage a lieu tous les jours à 05h55 et le dernier passage a lieu en semaine et le dimanche à 01h06 et le samedi à 01h36 ; de l'autre côté du quai central, par les rames qui circulent sur la voie de ligne orange du métro de Montréal en direction de Côte-Vertu, le premier passage a lieu tous les jours à 05h52 et le dernier passage a lieu en semaine et le dimanche à 00h45 et le samedi à 01h315. Les fréquences de passage sont de 3 à 12 minutes suivant les périodes quelle que soit la ligne,.

Installations et desserte
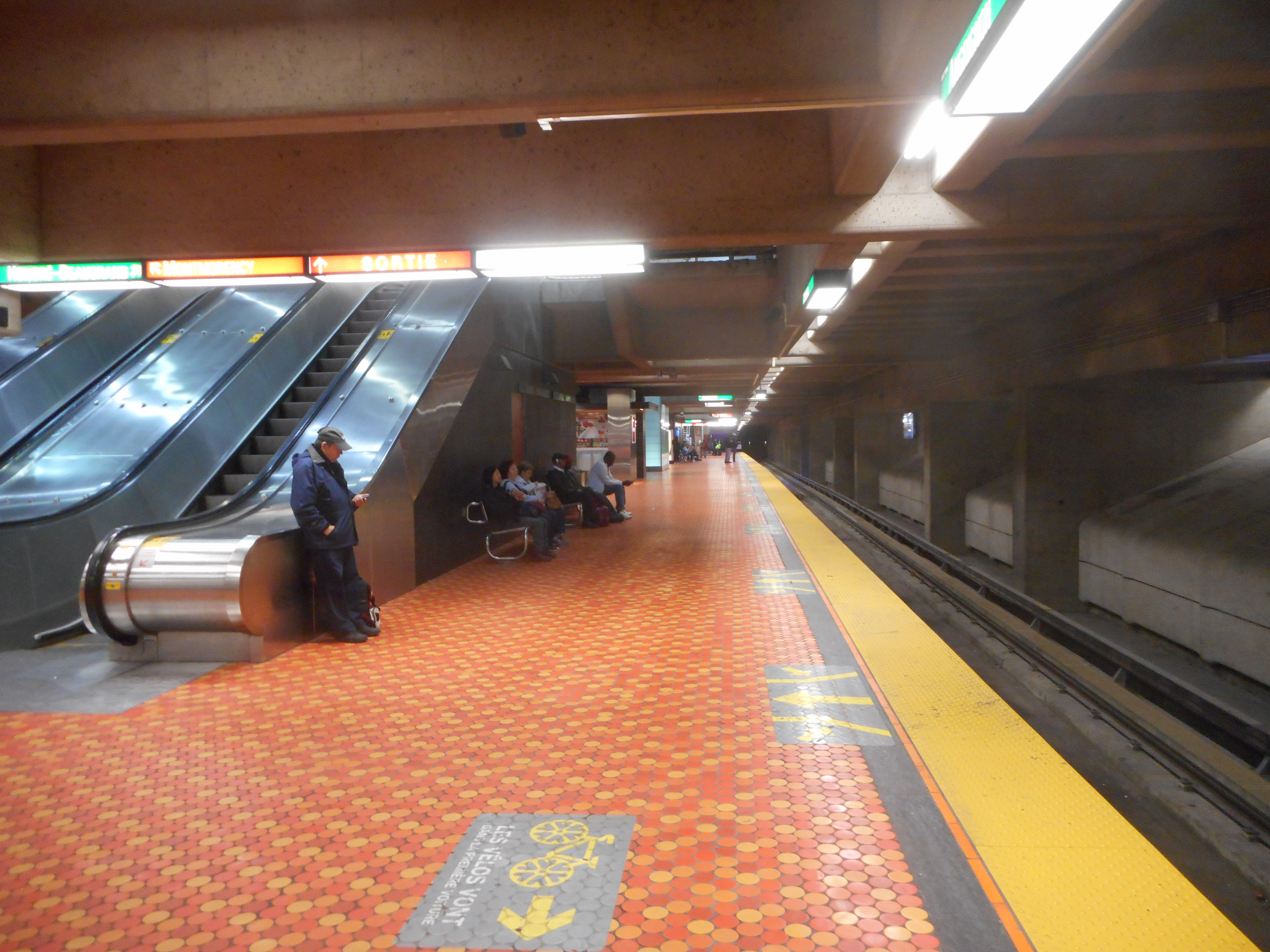
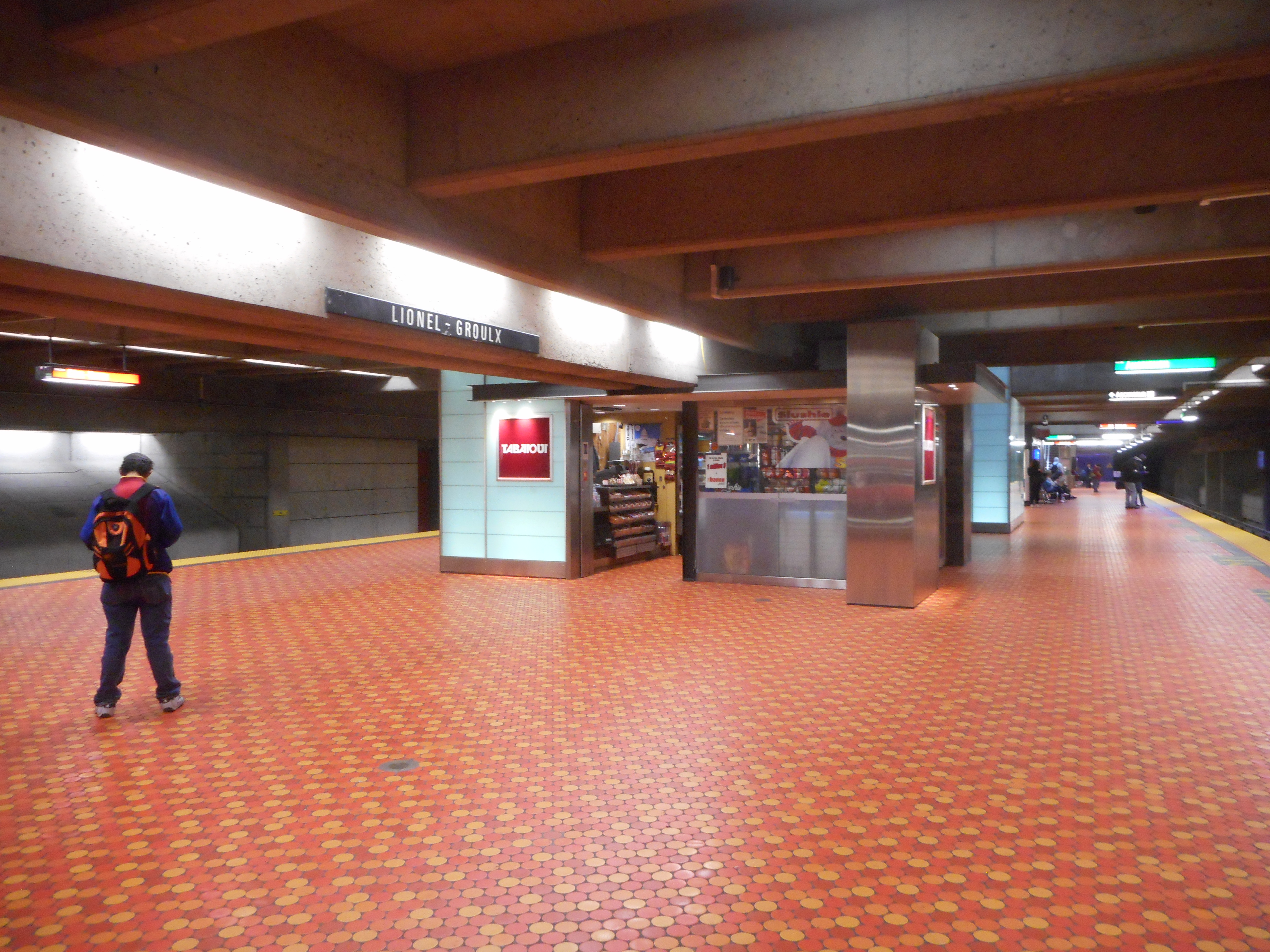
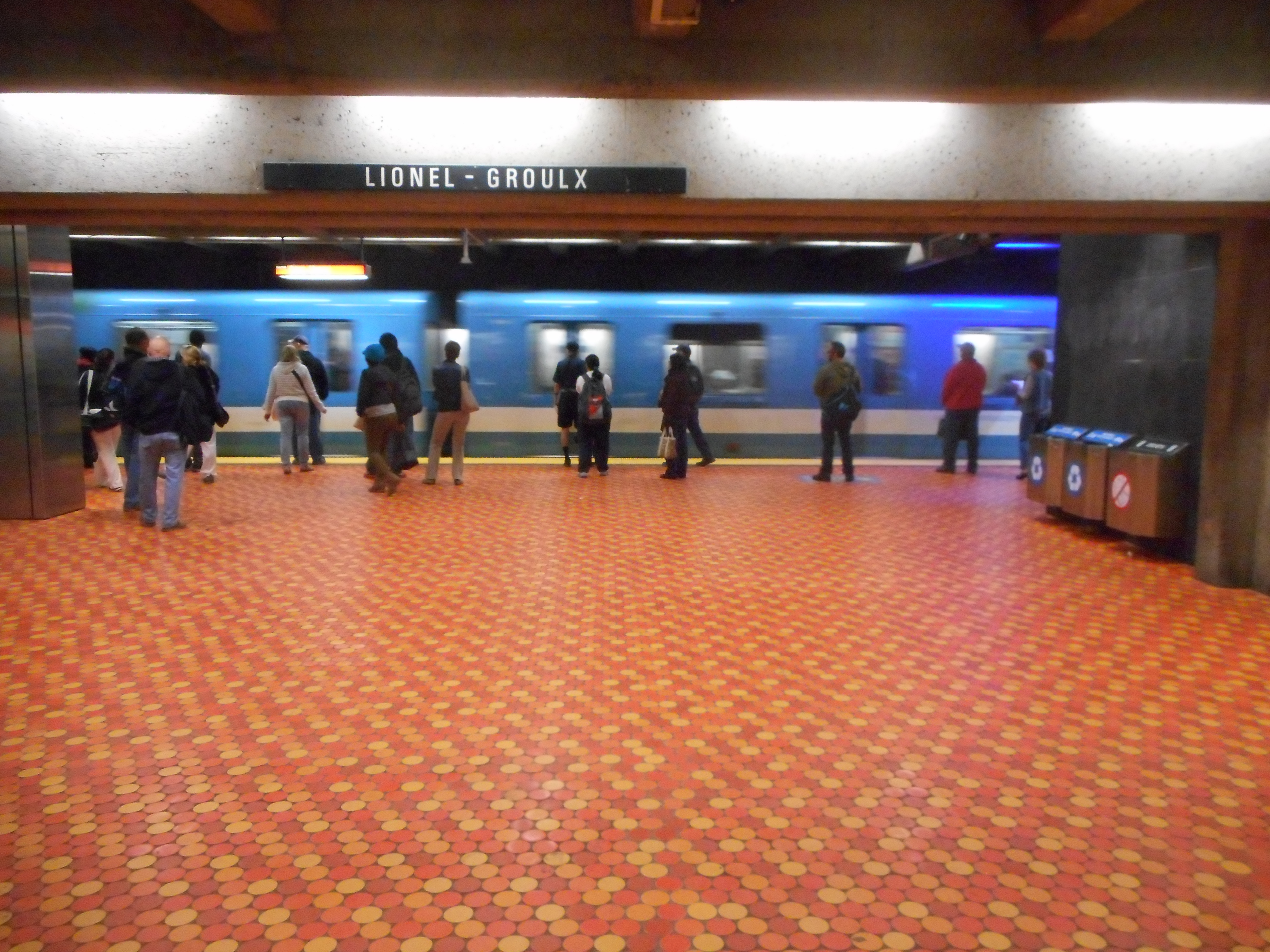

### Intermodalité
Proche de la station, des arrêts d'autobus sont desservis par : le service de jour des lignes : 101 Saint-Patrick, 108 Bannantyne, 190 Norman et 211 Bord-du-Lac ; par le service de nuit des lignes : 350 Verdun / LaSalle et 371 Décarie ; par le service express des lignes : 405 Express Bord-du-Lac, 411 Express Lionel-Groulx, 425 Express Anse-à-l'Orme, 485 Express Antoine-Faucon, 491 Express Provost et 496 Express Victoria : ainsi que par le service 24 heures de la ligne : 747 YUL Aéroport / Centre-Ville,.
Elle dispose d'un abri-vélo fermé et sécurisé disponible sur inscription au point de service de la station. Il y a également 95 places non sécurisées à l'extérieur de la station.
Depuis le 26 août 2024, la ligne 191 Broadway / Provost est abolie au profit de la ligne 190 Norman, qui prendra le relais à la station Lionel-Groulx. La ligne 78 Laurendeau est aussi abolie, au profit des lignes 35 Griffintown ou 36 Monk sur la rue Notre-Dame Ouest. Ainsi, le tracé de la ligne 101 Saint-Patrick est allongé pour desservir cette station.

## L'art dans la station
C'est une station composante de l'Art du métro de Montréal, elle abrite : 
l'œuvre L'Arbre de vie (1978), bois sculpté, de Joseph Rifesser, installation dans la mezzanine ;

L'Arbre de vie
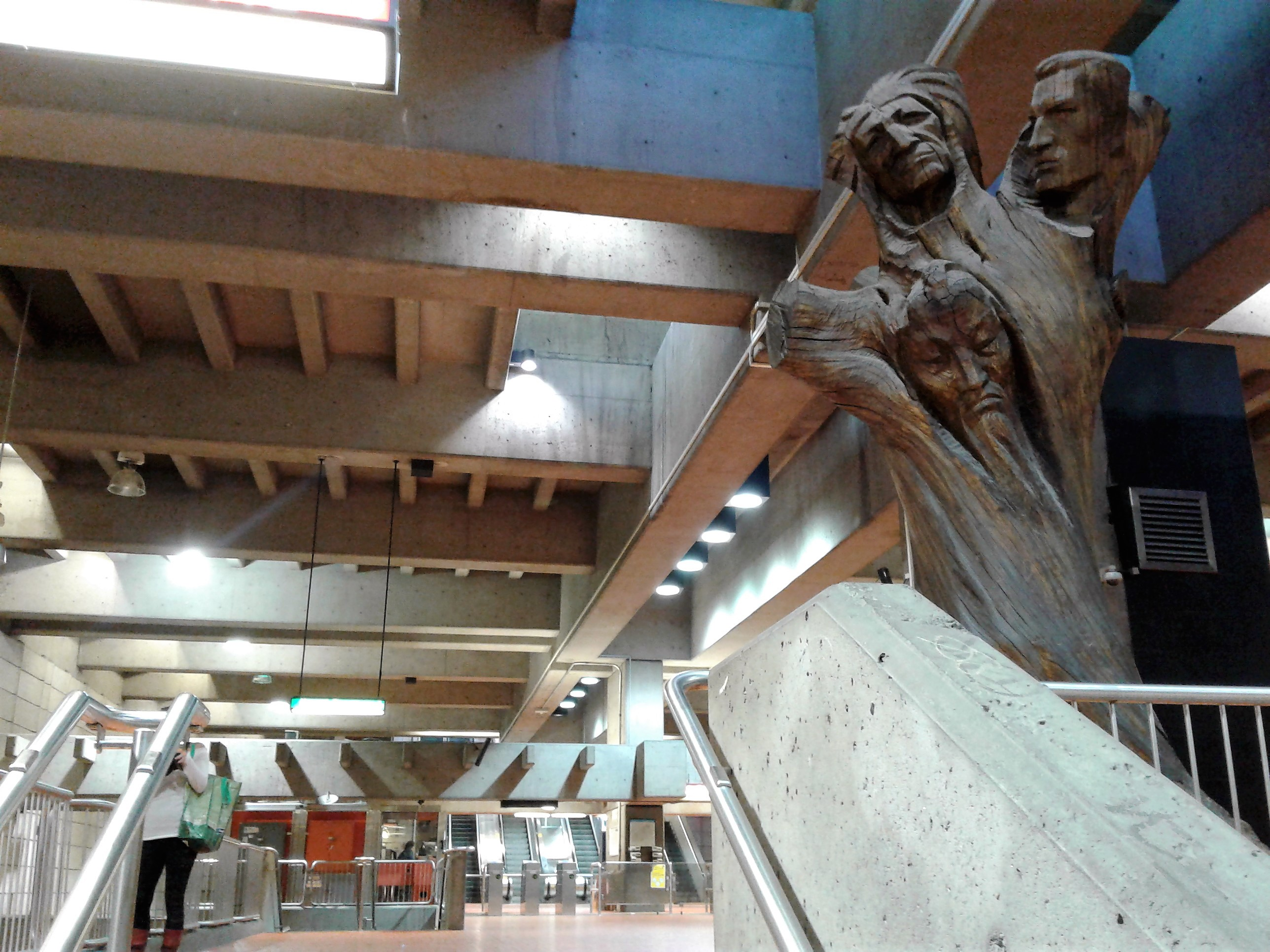
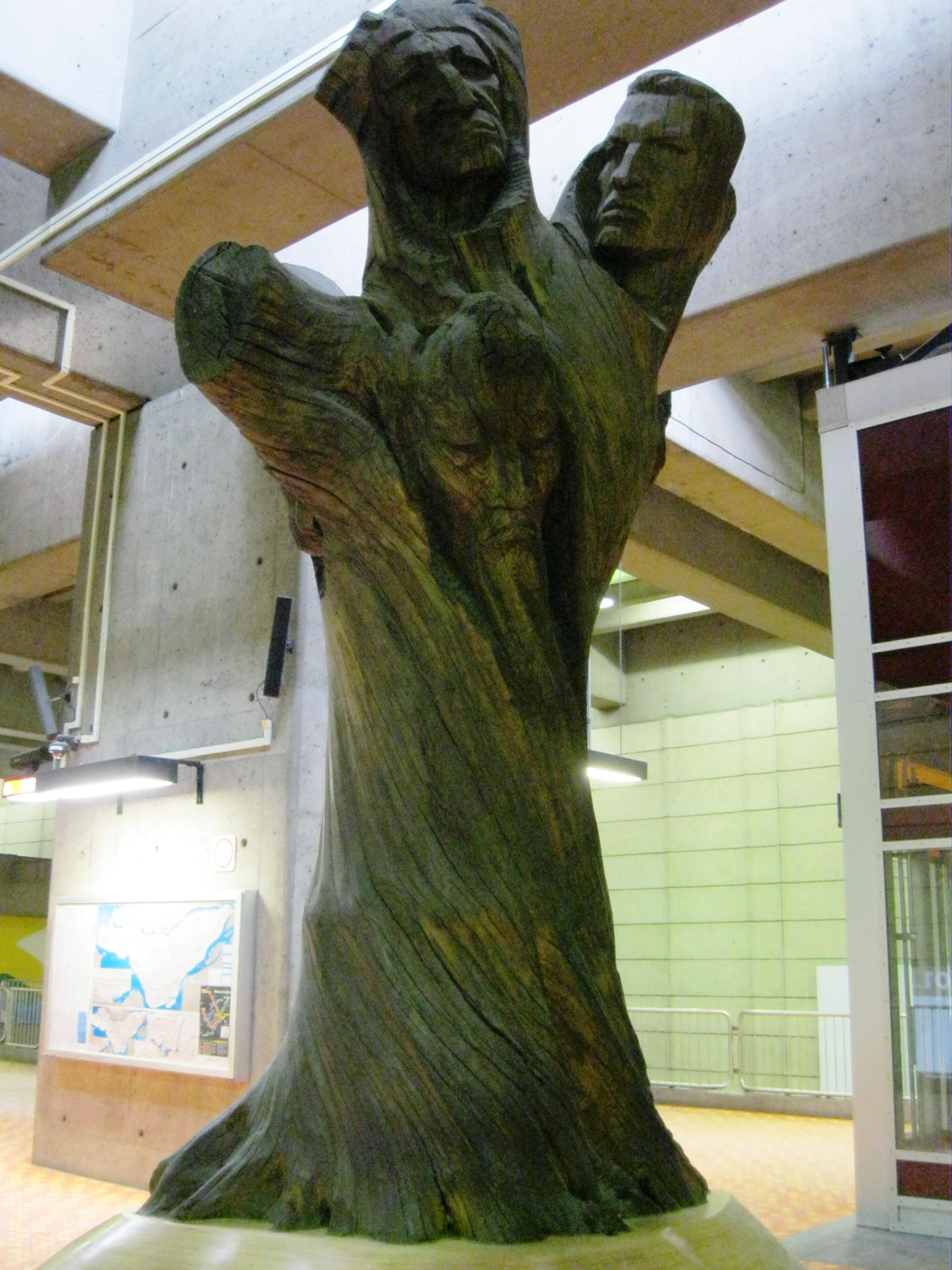
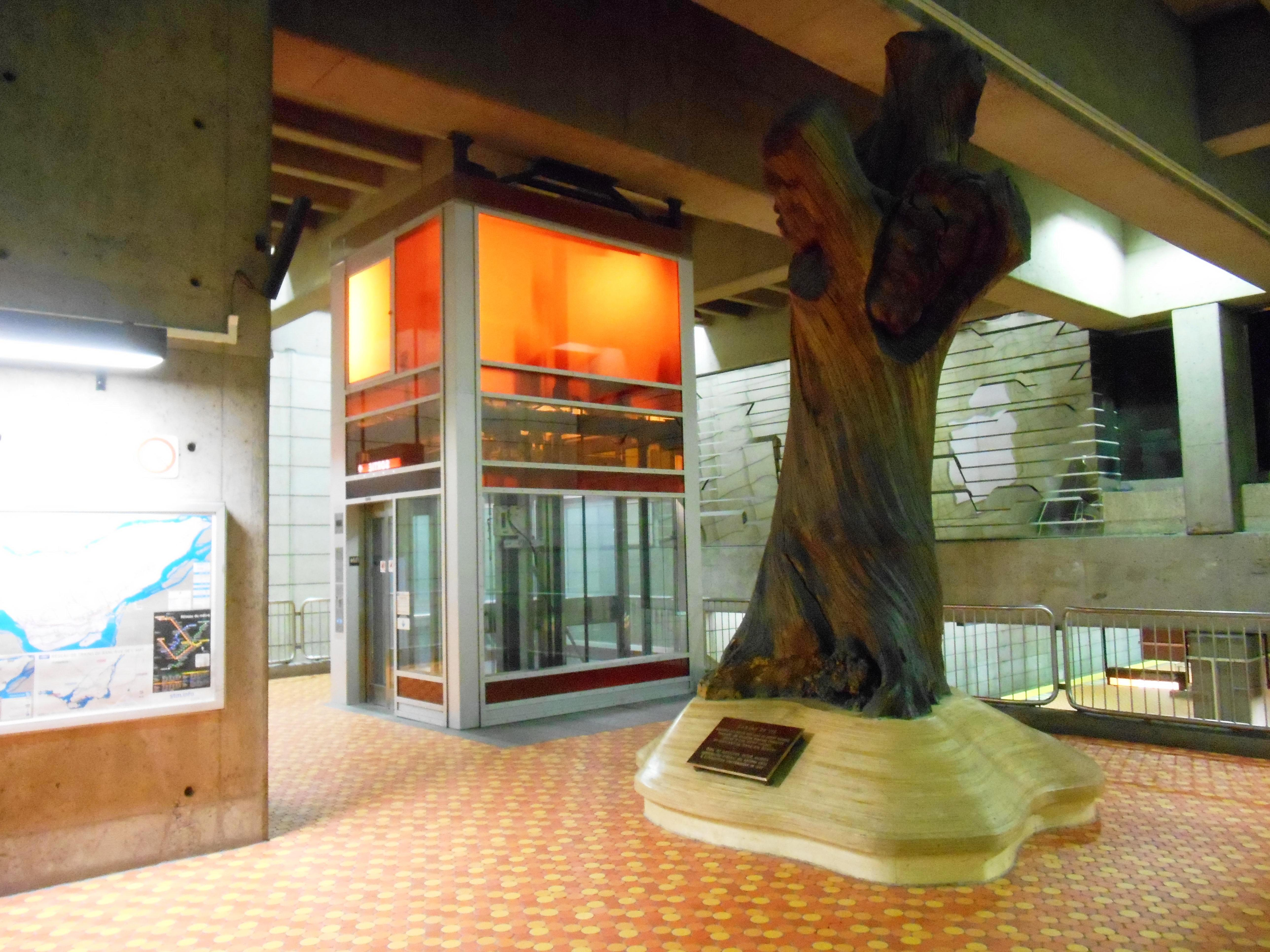

et l'œuvre Murales (1978), acier inoxydable, de Yves Roy, installation dans la mezzanine.

Murales
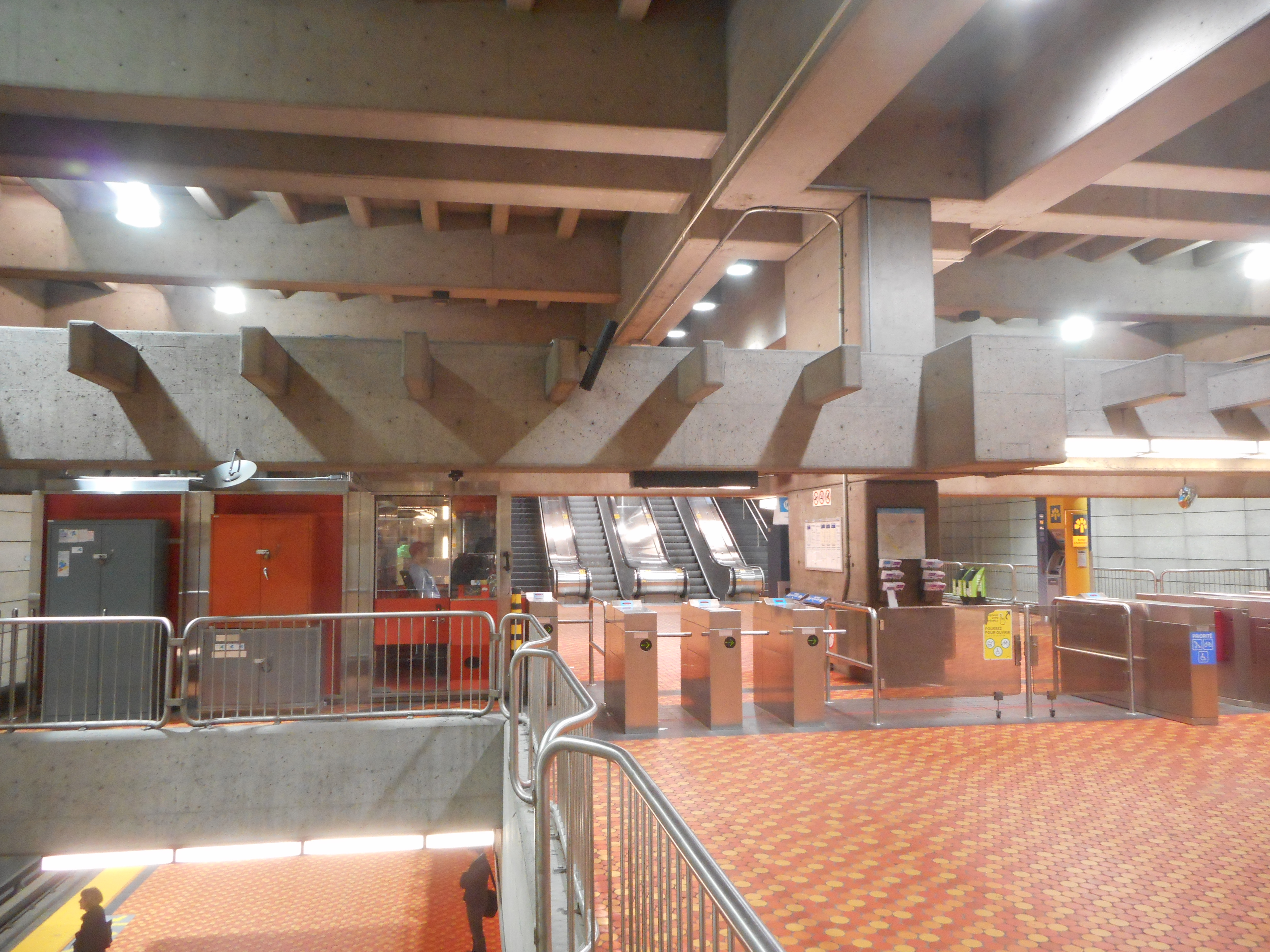
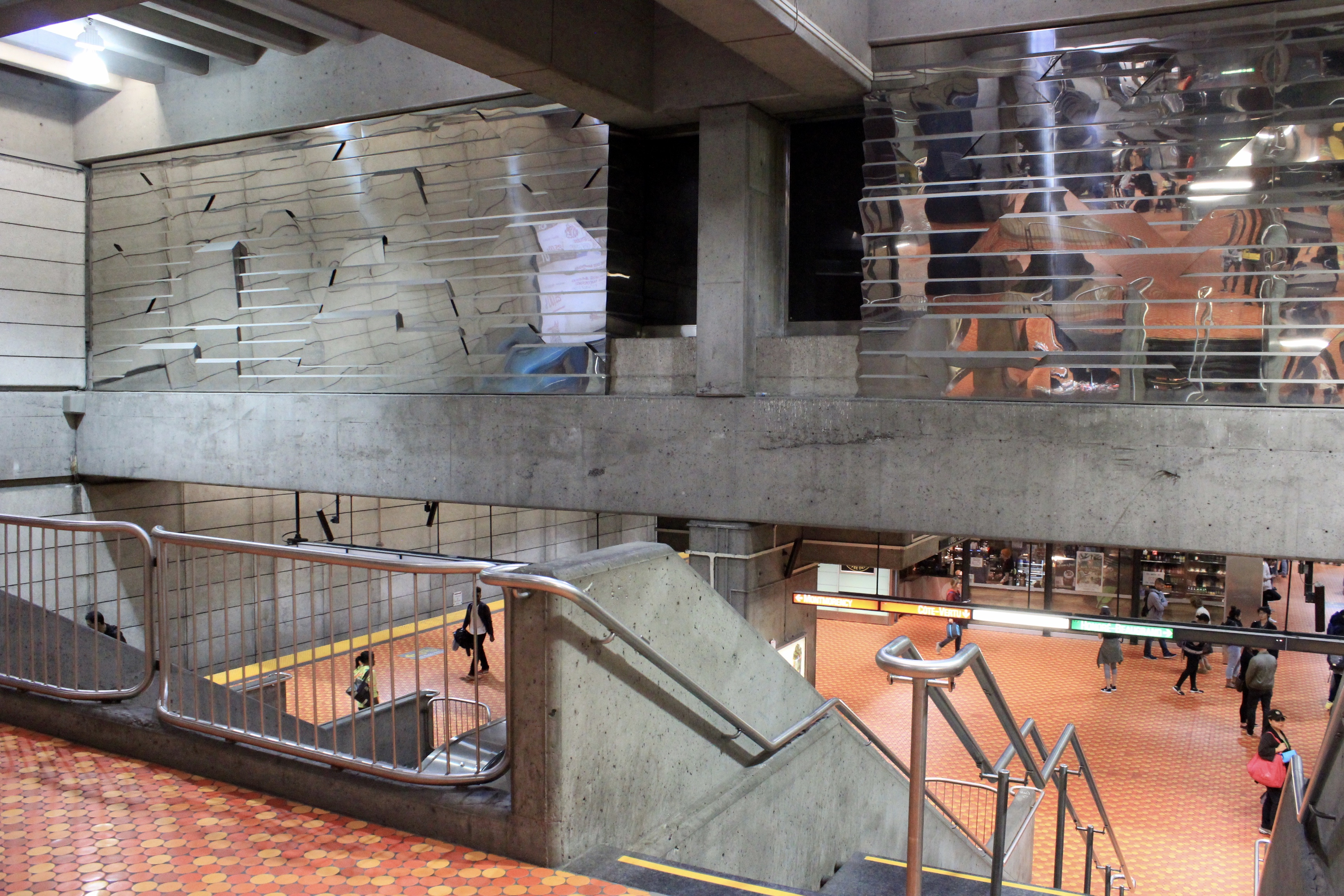
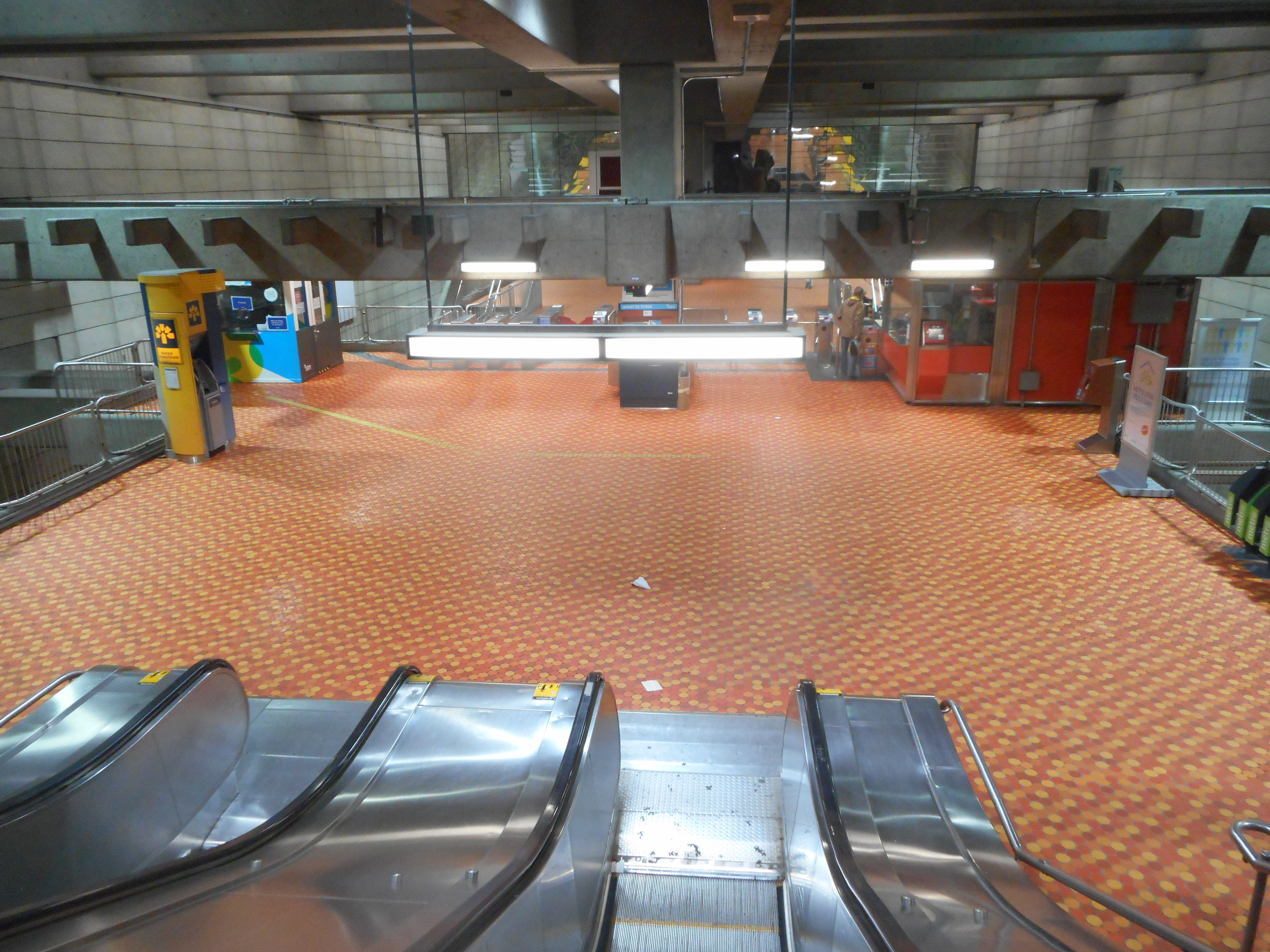

## À proximité
- Parc du canal de Lachine
- Marché Atwater ()
- Église Saint-Irénée
- Foyer Hongrois
- Union United Church